# 金星1A號
金星1A號是蘇聯第一臺嘗試探測金星的探測器，於1961年2月4日發射。由於未脫離環繞地球軌道，又被稱為史潑尼克7號。但蘇聯當局不願承認失敗，稱這枚探測器為環繞地球的大型衛星。

## 技術諸元
金星1A號中量約645公斤，是建立在火星1號的設計基礎之上，其目標是對金星進行大氣探測，科學儀器有三軸磁強計、可變電感器(垂直速度感測器)以及帶電粒子的偵測器。除此之外，金星1A號還攜帶了一顆小球，小球內部裝有獎牌以及紀念本次發射任務的紀念品。通訊系統運用兩個頻道，分別是66以及66.2百萬赫茲。

## 運作經過
金星1A號被閃電號運載火箭成功的運送到環繞地球軌道，但第四節未能成功運作，僅點燃0.8秒，很可能是導致系統的電源故障，PT-200直流電變壓器設計上並不能在真空中運作。最終保持在212*318公里，傾角64.95，週期89.8分/圈的地球軌道，而金星1A號的末端節與金星探測器重達6483公斤，一度被非蘇聯的觀測者認為是一項載人任務，最後被正確地認知為星際探測探測器的地球平臺，也是首次從地球軌道上發射探測器的測試。該探測器及末端節經過22天後，於1961年2月26日重返大氣層燒毀，大約墜毀於西伯利亞。

## 延續計畫
約一星期之後，1961年2月12日進行了金星1號的發射，成功的被第四節探測器火箭推進前往金星，但由於通信的問題，僅運作數天即失去訊號，未能完成任務。